# Dyscia cunicularia
Dyscia cunicularia là một loài bướm đêm trong họ Geometridae.